# Cowden (Kent)
Cowden – wieś w Anglii, w hrabstwie Kent, w dystrykcie Sevenoaks. Leży 34 km na południowy zachód od miasta Maidstone i 44 km na południe od centrum Londynu.